# Willem Hendrik Crouwel

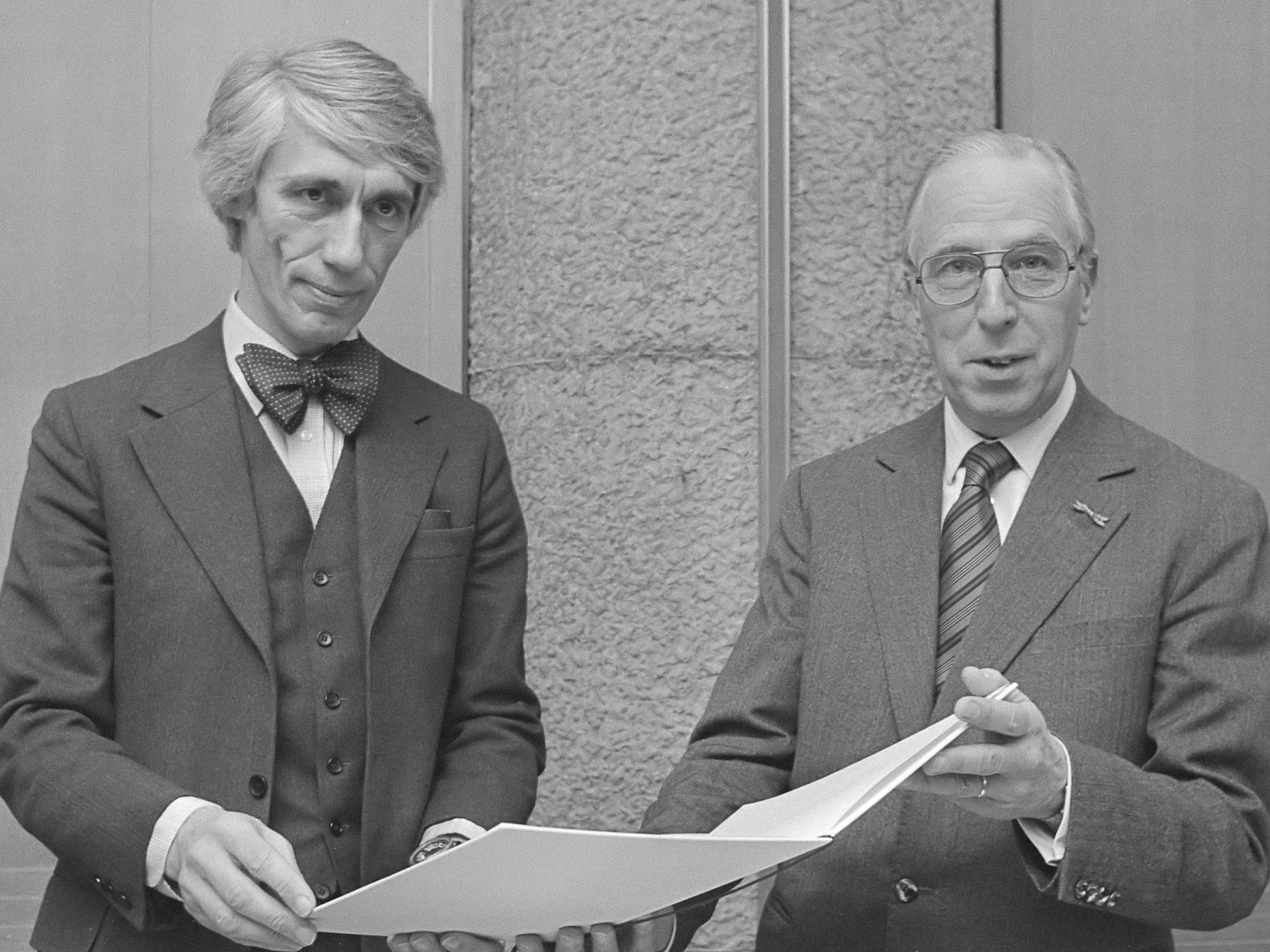
Willem Crouwel (links) und Eddie Stijkel, 1976

Willem Hendrik Crouwel  (* 21. November 1928 in Groningen; † 19. September 2019) war ein niederländischer Grafiker, Maler, Hochschullehrer und Museumsdirektor. Er ist vor allem für seine Plakat- und Katalog-Gestaltungen, seine Gestaltung von Schriftarten und seine Briefmarkenentwürfe bekannt. Crouwel lebte und arbeitete in Amsterdam und Rotterdam.

## Leben und Wirken
Willem Hendrik Crouwel trat unter anderem als Künstler auch unter den Namen: Wim Crouwel, Willm Hendrik Crouwel; Willm Hendrik & Crouwel, Willem Hendrik & Crouwel, Wilm Hendrik & Crouwel oder W. H. auf.
Crouwel studierte von 1947 bis 1949 an der Akademie Minerva in Groningen. Danach absolvierte er bis 1952 ein Studium am Kunstgewerblichen Institut in Amsterdam. Ab 1951 arbeitete er als freischaffender Grafiker in Amsterdam.
Er wurde mit dem Werkman-Preis der Stadt Amsterdam ausgezeichnet. Im Jahre 1963 war er einer der fünf Gründer der Designagentur „Total Design“ und in den 1960er-Jahren Mitglied des International Center for the Typographic Arts (ICTA). Wim Crouwel war seit 1964 verantwortlich für viele Plakate, Kataloge und Ausstellungen für das Stedelijk Museum in Amsterdam. Er arbeitete auch für das Van Abbemuseum in Eindhoven. Im Jahr 1964 wurde er zur documenta III (in die Abteilung Grafik) nach Kassel eingeladen. Große internationale Reputation bekam Wim Crouwel auch durch seine Gestaltung des niederländischen Pavillons auf der Weltausstellung 1970 in Osaka.
Im Jahr 1973 wurde er Professor für Industriedesign an der Technischen Universität Delft. Er blieb Berater bei Total Design und wurde 1981 Direktor des Museum Boijmans Van Beuningen in Rotterdam. Er übernahm im selben Jahr auch eine Professur für Kunst- und Kulturwissenschaften an der Erasmus-Universität Rotterdam.
Seine Arbeiten wurden mit zahlreichen nationalen und internationalen Preisen ausgezeichnet. Crouwel gestaltete auch zahlreiche Briefmarken für die Niederländische Post. Die bekanntesten davon sind die Zahl-Briefmarken, die ersten erschienen im Jahr 1976.

## Auszeichnungen
- H. N. Werkman Prize (1958)[2]
- Frans Duwaer Prize (1965)[2]
- H. N. Werkman Prize (1966)
- Piet Zwart Prize (1991)[2]
- Anton Stankowski Prize (1991)[2]
- BKVB Funds Oeuvre Award (2004)[2]
- 2009 – Gerrit Noordzij Preis für Typografie der Königlich-Niederländischen Akademie der Wissenschaften